# Hol Hamoëd
Le Hol Hamoëd (hébreu : חול המועד « [période] profane du temps fixé ») est la période de quatre jours (cinq en terre d'Israël) intermédiaire entre les premiers et derniers jours des fêtes de Pessa'h et Souccot. 
Ces jours bénéficient d'un statut mi-férié, n'étant pas complètement chômés comme les jours de « convocation sainte » mais devant conserver un esprit solennel.

## LeHol Hamoëddans les sources juives

### Dans la Bible hébraïque
Il est prescrit à deux reprises, à propos de la fête de Pessa'h, de manger des matzot (pains azymes) durant sept jours et de présenter des offrandes par le feu ; de même, il est prescrit à deux reprises, pour la fête de Souccot, de demeurer sept jours dans des habitations provisoires et de présenter des offrandes par le feu. Cependant, seuls le premier et le dernier jour de ces périodes sont des convocations saintes, où toute « œuvre servile » est prohibée, alors que rien ne semble avoir été précisé pour les jours intermédiaires.

### Dans la littérature rabbinique
Ces jours intermédiaires sont appelés moëd, holo shel moëd, hol hamoëd ou moëd katan dans la littérature des Sages. Ceux-ci les considèrent donc comme un moëd (« temps fixé ») mineur, devant être honoré comme tel mais de façon moindre que les convocations saintes.
La définition de ce statut particulier fait l'objet du traité Moëd katan, onzième de l'ordre Moëd (lois relatives au chabbat et aux fêtes juives) de la Mishna, développés dans les Talmuds de Babylone et de Jérusalem.
Les deux premiers chapitres de ce traité ont pour objet les restrictions d'activité (issour melakha) à hol hamoëd. Ne sont, en principe, autorisés que les travaux nécessaires à l'accomplissement de la fête et à la préparation des repas ainsi que ceux qui entraîneraient une perte matérielle (et non seulement financière) sensible s'ils n'étaient pas réalisés. Le troisième chapitre traite plus particulièrement des rites de deuil, limités en ces jours.

## Observance deHol Hamoëd

### Statut duHol Hamoëd
Le Hol Hamoëd dure cinq jours en terre d'Israël et un de moins dans la diaspora juive, du fait de la coutume d'y célébrer les fêtes bibliques pendant deux jours.
Les prescriptions d'honorer et de se délecter du jour, qui s'appliquent au chabbat et aux jours fériés, ne concernent pas le hol hamoëd. D'autre part, de nombreuses activités ayant été autorisées en ces jours au cours des siècles, ils se distinguent à peine, pour de nombreuses personnes, des jours ordinaires. Les rabbins insistent cependant à plusieurs reprises sur leur sainteté, allant jusqu'à comparer la personne qui les profanerait aux idolâtres. Ils doivent donc être célébrés dans une atmosphère festive, avec de beaux habits, de bons repas (selon les moyens) et des activités réjouissantes, en prenant toutefois garde à ne pas enfreindre la Torah ; l'étude de la Torah est particulièrement recommandée.

### Restrictions d'activités
Certaines activités sont permises à hol hamoëd, tandis que d'autres sont interdites, ce qui doit inciter à redoubler de vigilance devant la transgression.
Une controverse partage les autorités médiévales  quant à l'origine de cette restriction d'activités (issour melakha). Elle est, d'après Nahmanide et ses disciples, déductible du texte biblique lui-même et ressort donc de la législation talmudique sur les activités à chabbat et lors des jours fériés. Par conséquent, toute activité qui n'est pas réalisée pour la préparation des repas, les besoins de la fête ou pour éviter une perte matérielle serait interdite par la Torah. Pour d'autres, dont Asher ben Yehiel, cette restriction n'est qu'une institution rabbinique et n'obéit pas aux mêmes principes. 
Selon la plupart des autorités ultérieures, la restriction d'activités à hol hamoëd trouve bien son origine dans la Bible mais la définition de l'activité diffère de celle de chabbat et des jours fériés car il ne s'agit pas d'une œuvre créatrice mais d'un travail requérant un effort.
Sont donc, en règle générale, autorisées à hol hamoëd :
- les activités simples, ne requérant pas d'effort particulier, dont la conduite d'un véhicule.
- celles qui sont nécessaires à la préparation des repas (melakha letsorekh okhel nefech)
- et celles qui sont nécessaires à l'accomplissement de la fête (melakha letsorekh hamoëd)

Sont également considérées licites les activités réalisées d'une façon clairement différente de la manière ordinaire (melakha hana'asseit bechinouï) et celles qui entraîneraient une perte matérielle sensible si elles n'étaient pas réalisées (melekhet davar ha'aved).

#### Melakhot davar ha'aved
Les melakhot davar ha'aved ne sont autorisées que si elles entraînent une perte pour un Juif, pour autant qu'elles aient été impossibles à réaliser avant la fête et qu'elles n'aient pas été volontairement remises à hol hamoëd. Un manque de gain n'est, en règle générale, pas assimilable à une perte matérielle ou financière et il est, selon certains, interdit de réaliser des travaux, même permis, pour un Gentil.
Il est autorisé de faire réaliser une melekhet davar ha'aved par un autre Juif, même contre rémunération. En revanche, une activité nécessaire au déroulement de la fête ne peut être faite par un autre Juif, même sous rémunération, qu'à condition de ne pas pouvoir l'effectuer soi-même et de n'avoir trouvé aucun Gentil prêt à la réaliser.

### Activités prohibées

#### Écrire à Hol Hamoëd
La Mishna prohibe d'écrire un Sefer Torah à Hol Hamoëd et cet acte est donc généralement interdit, sauf s’il est réalisé pour les besoins de la fête ou pour éviter une perte au cours de la semaine de fête. On pourra par conséquent écrire dans les cas suivants :
- Pour écrire les Kidoushim d'une femme, un acte de divorce, un acte de clarification, une sentence du Bet din (mais pas les décrets) et les actes d'autorisation rabbiniques (אגרות רשות).
- Pour faire ses comptes.
- Pour solder une créance.
- Pour écrire une réponse à une question, ou un hidoush qu'on risque d'oublier.
- Pour écrire une lettre de courtoisie.

#### Le rasage  à Hol Hamoëd
On ne peut se raser ou se couper les cheveux à Hol Hamoëd. C'est un commandement pour celui qui n'a pas pris le temps de le faire la veille de la fête. Dans des cas particuliers, les rabbins autorisent le rasage. De nos jours, où l'on se rase souvent, et même si l'on s'est rasé la veille de la fête et si le fait de ne pas se raser dérange, on peut le faire pendant Hol hamoëd. Toutefois, il est préférable de se faire raser par un coiffeur nécessiteux, qui a besoin de travailler à Hol hamoëd pour survivre.

#### Lavage de vêtement
On ne peut laver ni repasser les vêtements à Hol Hamoëd. C'est également un commandement pour celui qui n'a pas pris le temps de le faire la veille de la fête, mais aussi pour éviter de la fatigue pendant la fête. Cependant, on peut laver, en cas de besoin, les habits des enfants et les sous-vêtements. On permet également, la veille de la deuxième fête, de repasser ou de laver les vêtements nécessaires à la fête, en honneur à la fête. Cependant, si la personne en a les moyens, il est préférable de s'acheter une nouvelle tenue.

### Deuil pendant Hol Hamoëd
On ne prend pas le deuil à Hol Hamoëd, on ne fait pas Qeri'ah et on ne dit pas d'oraison funèbre.
Le statut de Onen continue jusqu'à la fin de la fête. Les habitudes de l'endeuillé qui peuvent être suivies discrètement doivent être respectées.
Mais on fait la Qeri'ah sur son père et sa mère et on peut prononcer une oraison funèbre sur un sage(Talmid hakham).

### Rite et liturgies

#### Mise destefillinpendanthol hamoëd
L'usage concernant les tefillins varie suivant les lieux et les rites : Séfarades et Juifs ashkénazes de rite "lituanien" ou polonais (Hassidim notamment) ne mettent pas les tefillins pendant Hol Hamoëd. Seuls les Juifs ashkénazes de rite allemand (yeke) les mettent en dehors d'Israël (mais pas en Israël).

#### Office supplémentaire (moussaf)
Le Hallel et l'office de Moussaf sont dits en ce jour comme à Yom Tov. 

En Israël, les écoles sont fermées, et on ne peut travailler qu'à mi-temps. Il est de coutume de revêtir des habits de fête.